# TrES-3b
TrES-3b是一顆環繞著GSC 03089-00929的太陽系外行星，它距離母恆星非常的近，只有0.02的天文單位，另外它的公轉週期也出奇的短，只有31小時。